# دیسکاور (مجله)
دیسکاور (به انگلیسی: Discover) یک مجلهٔ علمی آمریکایی است که از سال ۱۹۸۰ منتشر می‌شود.

## تأسیس
در سال ۱۹۷۱ سردبیر مجلهٔ تایم (لئون جاروف) متوجه شد در زمان‌هایی که مجله یک موضوع علمی را پوشش داده است فروش مجله به میزان قابل توجهی افزایش یافته است
بنابر این او تصمیم گرفت یک مجلهٔ مستقل علمی تأسیس کند ولی این کار ساده نبود زیرا از نظر همکاران او «فروش علم به مدیران و فارغ‌التحصیل‌ها بسیار دشوار بود.»
با تلاش‌های جاروف سرانجام اولین نسخهٔ مجله دیسکاور در سال ۱۹۸۰ چاپ و عرضه شد.